# 新潟県道303号水原停車場線

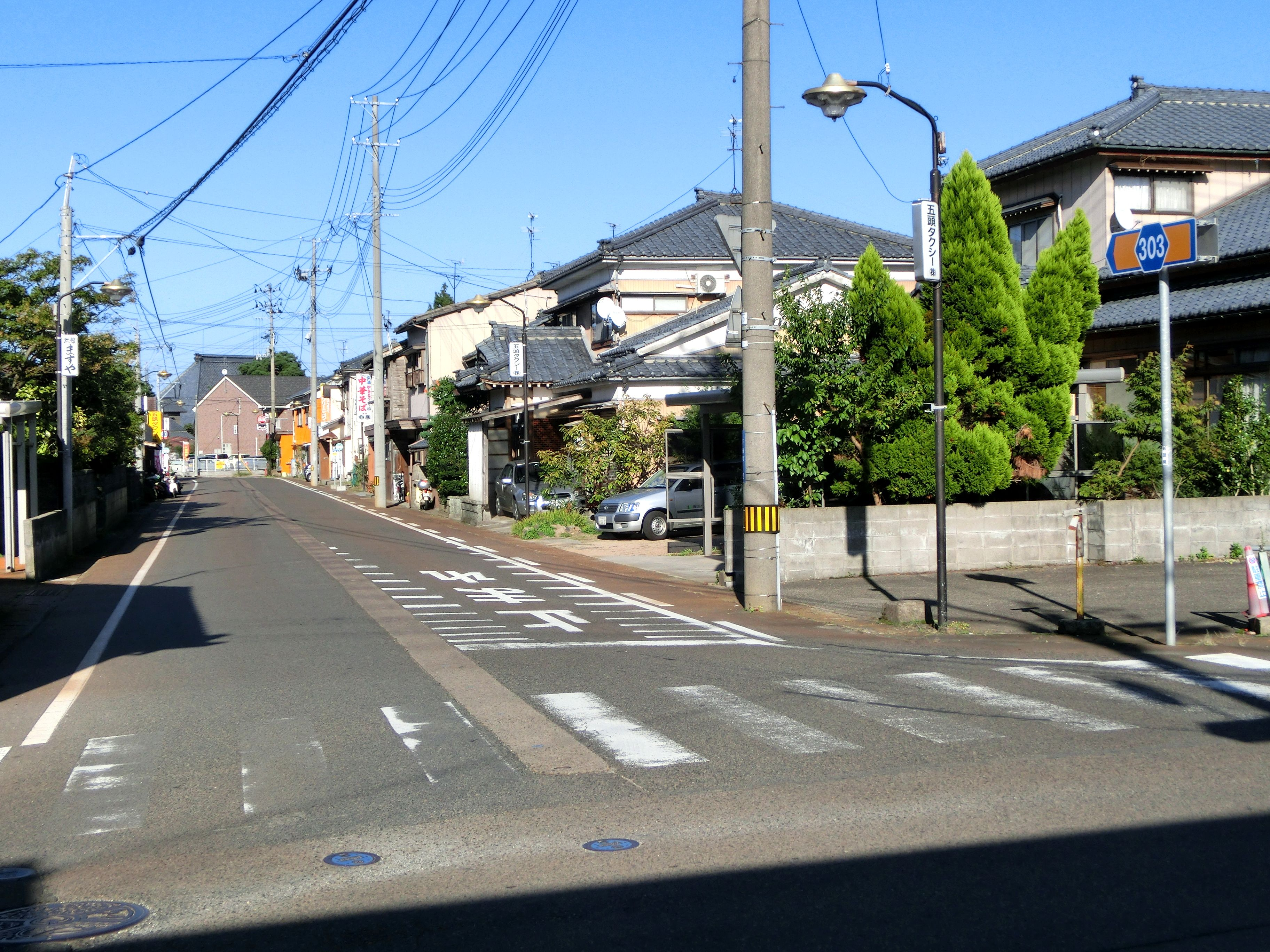
起点付近

新潟県道303号水原停車場線（にいがたけんどう303ごう すいばらていしゃじょうせん）は、新潟県阿賀野市内を通る一般県道である。

## 概要

### 路線データ
- 起点：水原停車場（新潟県阿賀野市下条町）
- 終点：新潟県阿賀野市中央町（新潟県道271号水原出湯線・新潟県道586号水原亀田線交点）

## 地理

### 通過する自治体
- 新潟県阿賀野市

### 接続する道路
- 新潟県道255号新関水原停車場線（起点：阿賀野市下条町、「水原駅」前）
- 新潟県道271号水原出湯線・新潟県道586号水原亀田線（若松街道）（終点：瓢湖入口交差点）

### 周辺
- JR羽越本線 水原駅
- 新潟県厚生農業協同組合連合会 水原郷病院
- 新潟県警察 阿賀野警察署
- 国土交通省 北陸地方整備局 新潟国道事務所 水原維持出張所
- 阿賀野市役所
- 新潟県立阿賀野高等学校
- 阿賀野市立水原小学校
- 阿賀野市立安野小学校
- 第四北越銀行 水原支店
- 第四北越銀行 水原中央支店
- 大光銀行 水原支店
- はばたき信用組合 五泉支店
- 阿賀野郵便局
- アジカル 水原工場（亀田製菓グループ）
- ウオロク 岡山店
- ウエルシア薬局 新潟水原店
- 水原代官所